# تشارلي كيلمان
تشارلي كيلمان (بالإنجليزية: Charlie Kelman)‏ هو لاعب كرة قدم بريطاني في مركز الهجوم، ولد في 2 نوفمبر 2001 في Basildon ‏ في المملكة المتحدة. شارك مع منتخب الولايات المتحدة تحت 20 سنة لكرة القدم. أما مع النوادي، فقد لعب مع كوينز بارك رينجرز ونادي ساوثيند يونايتد.

## وصلات خارجية
- تشارلي كيلمان على موقع قاعدة بيانات كرة القدم.إي يو (الإنجليزية)
- تشارلي كيلمان على موقع Soccerbase.com (لاعب) (الإنجليزية)
- تشارلي كيلمان على موقع Soccerway.com (الإنجليزية)
- تشارلي كيلمان على موقع عالم كرة القدم.نت (الإنجليزية)
- تشارلي كيلمان على موقع GSA (الإنجليزية)